# Mauro Politi
Mauro Politi (Fabrica di Roma, 13 september 1944) is een Italiaans rechtsgeleerde, diplomaat en rechter. Sinds 1986 is hij hoogleraar aan de Universiteit van Trente. Hij is gespecialiseerd in internationaal recht en nam deel aan verschillende delegaties tijdens internationale onderhandelingen en conferenties. Hij diende als rechter van zowel het Joegoslavië-tribunaal als het Internationale Strafhof.

## Levensloop
Politi studeerde in 1966 af in rechten aan de Universiteit van Florence en na een vervolgstudie aan de Columbia-universiteit was hij van 1969 tot 1972 rechter in Florence en in 1972 in Oristano. Van 1972 tot 1975 was hij officier van justitie voor de jeugdrechtbank in Milaan en hij was hier van 1975 tot 1983 rechter. Daarnaast was hij van 1976 tot 1979 werkzaam als assistent-hoogleraar internationaal recht aan de Universiteit van Urbino, en van 1986 tot 1990 buitengewoon hoogleraar en daarna gewoon hoogleraar internationaal recht aan de Universiteit van Trente.
Vanaf 1986 was hij lid van verschillende delegaties van zijn land tijdens internationale conferenties en onderhandelingen. Zo nam hij in 1993 deel aan de conferentie van Vancouver, waarin de fundamenten van het Joegoslavië-tribunaal werden uitgewerkt. Van 1995 tot 1996 was hij lid van de Italiaanse delegatie in de Veiligheidsraad van de Verenigde Naties en van 1992 tot 2001 was hij juridisch adviseur bij de permanente vertegenwoordiging van Italië bij de Verenigde Naties.
Hij nam deel aan verschillende Italiaanse delegaties en onderhandelingen die leidden tot het statuut voor het nog op te richten Internationale Strafhof. Hierin was hij onder meer betrokken als coördinator over zaken met betrekking tot kinderen tijdens gewapende conflicten. In 2001 werd hij benoemd tot rechter ad litem van het Joegoslavië-tribunaal en twee jaar later tot rechter van het in dat jaar opgerichte Internationale Strafhof in Den Haag. In 2005 werd Politi onderscheiden met het Grootkruis in de Italiaanse Orde van Verdienste.

## Werk (selectie)
- 1984: Diritto internazionale e non proliferazione nucleare, Padua
- 2001: The Rome Statute of the International Criminal Court: A Challenge to Impunity, als coauteur, Aldershot
- 2004: The International Criminal Court and the Crime of Aggression, als coauteur, Aldershot
- 2008: The International Criminal Court and National Jurisdictions, Aldershot